# Жарнувка (Венґровський повіт)
Жарнувка (пол. Żarnówka) — село в Польщі, у гміні Ґрембкув Венґровського повіту Мазовецького воєводства.
Населення — 212 осіб (2011).
У 1975-1998 роках село належало до Седлецького воєводства.

## Демографія
Демографічна структура станом на 31 березня 2011 року:
|          | Загалом | Допрацездатний вік | Працездатний вік | Постпрацездатний вік |
| -------- | ------- | ------------------ | ---------------- | -------------------- |
| Чоловіки | 105     | 13                 | 73               | 19                   |
| Жінки    | 107     | 20                 | 58               | 29                   |
| Разом    | 212     | 33                 | 131              | 48                   |